# Hartmut Puls
Hartmut Puls (ur. 25 stycznia 1945 w Chojnicach) – wschodnioniemiecki zapaśnik walczący w stylu klasycznym. Olimpijczyk z Meksyku 1968, gdzie zajął dwudzieste miejsce w kategorii do 57 kg.
Dziewiąty na mistrzostwach świata w 1965. Wicemistrz Europy w 1967 roku.
Mistrz NRD w 1968 i 1969; drugi w 1964 i 1965; trzeci w 1966 i 1967. Drugi w stylu wolnym w 1961 i 1965; trzeci w 1959 roku.